# Distrikt Kyankwanzi
Kyankwanzi ist ein Distrikt in Zentraluganda. Die Hauptstadt des Distrikts ist Kyankwanzi. 

## Lage
Der Distrikt Kyankwanzi grenzt im Osten an den Distrikt Nakaseke über den Mayanja-Fluss, den Distrikt Kiboga im Südosten, die Distrikte Mubende und Kibaale im Südwesten über den Lugogo-Fluss und die Distrikt Hoima und Masindi im Norden über den Fluss Kafu.

## Geschichte
Die Region ist historisch mit der National Resistance Movement (NRM) verbunden, die unter Leitung des späteren Präsidenten Yoweri Museveni von 1981 bis 1986 den ugandischen Buschkrieg von Kyankwanzi aus führte. Bis heute gilt die Gegend als Hochburg der NRM.
Der heutige Distrikt Kyankwanzi entstand 2010 aus Teilen des Distrikts Kiboga.

## Demografie
Die Bevölkerungszahl wird für 2020 auf 282.800 geschätzt. Davon lebten im selben Jahr 14,3 Prozent in städtischen Regionen und 85,7 Prozent in ländlichen Regionen. Die Distrikte Kiboga und Kyankwanzi sind beliebte Ziele für die interne Migration in Uganda. Die Regierung kündigte in den 1990er Jahren öffentlich die Verteilung der enormen Landressourcen an, um Landwirte aus dem ganzen Land anzuziehen. Es wird jetzt von den Völkern Soga und Masaba im Osten und den Völkern Kiga und Fumbira aus Kigezi im Südwesten sowie den indigenen Baganda, Banyoro und den viehhaltenden Ankole sowie von kongolesischen Flüchtlinge bewohnt. Fast alle Einwohner sind mindestens zweisprachig.
| Zensusjahr | Einwohnerzahl |
| ---------- | ------------- |
| 1994       | 043.454       |
| 2002       | 120.575       |
| 2014       | 214.693       |